# سولداتو (سرباز)

ساختار یک خانواده تبهکار مافیایی

سرباز (Soldato) پایین‌ترین رتبه رسمی در ساختار سلسله مراتبی مافیای سیسیلی و آمریکایی است. این عنوان در دیگر سازمان‌های جنایتکار ایتالیایی مانند اندرانگتا و کامورا نیز به کار می‌رود.
برای ارتقا از همکار (Associate) به سرباز، فرد باید:
- ابتدا وفاداری خود را به خانواده اثبات کند.
- سوگند اومرتای مافیا (سکوت مطلق) را یاد کند.
- به عنوان عضو رسمی ("ساخته‌شده") پذیرفته شود.
وظایف اصلی یک سرباز شامل:
- اجرای دقیق دستورات کاپوها (رؤسای گروه)
- مشارکت فعال در عملیات‌های جنایی خانواده
- حفظ کامل رازداری درباره تمام فعالیت‌های سازمان
این ارتقا نشانگر ورود رسمی فرد به حلقه بسته مافیاست و به معنای اعتماد کامل سران خانواده به او محسوب می‌شود.
پیکچیوتو (Picciotto) به مافیوزوهای سطح پایین یا سربازان جوان و کم‌تجربه اشاره دارد. گاهی این اصطلاح برای همکاران نوپایی بکار میرود که هنوز عضو رسمی ("مرد ساخته شده یا مرد افتخار ") نشده‌اند.
وظایف اصلی پیکچیوتو شامل انجام کارهای ساده مانند کتک زدن، جمع آوری پول، سرقت، آدم‌ربایی، قتل می باشد. آنها معمولاً دستورات را از سربازان ارشدتر دریافت میکنند. این عنوان اغلب به اعضای جوان و در حال یادگیری ساختار مافیا اطلاق میشود.

## وظایف و مزایا
یک همکار (Associate) فقط پس از مدتی "ثبت رسمی" (On Record) با یک عضو فعلی خانواده میتواند به سرباز (Soldier) ارتقا یابد. این فرآیند نیازمند حمایت (Sponsor) از سوی کاپورژیم (Caporegime - کاپو یا کاپیتان) سرباز فعلی، تأیید معاون‌رئیس (Underboss) و تصویب نهایی توسط رئیس خانواده (Boss) است.  
پس از عضویت رسمی در مافیا، سرباز به بخشی از یک کرو (Crew) تبدیل میشود که گروهی از سربازان و همکاران تحت نظر یک کاپو فعالیت میکنند. مسئولیت اصلی یک سرباز، کسب درآمد و تحویل بخشی از سود خود به کاپو است.  در بیشتر موارد، یک سرباز هرگز مستقیماً از رئیس دستور نمیگیرد. بلکه دستورات از طریق زنجیره فرماندهی (Chain of Command) از رئیس به زیرمجموعه ها و در نهایت به سربازان ابلاغ میشود.
آنها همچنین به عنوان نیروی اجرایی خانواده جنایتکار خود عمل می‌کنند. مانند یک همکار (Associate)، از یک سرباز نیز انتظار می‌رود تا اقدامات ارعاب، تهدید، خشونت و قتل را انجام دهد. یک سرباز موظف است دستورات کاپوی خود را برای قتل به نام خانواده جنایتکارش اطاعت کند. به عنوان یک مرد تأییدشده (Made Man)، او توسط قانون سکوت مافیا (Omertà) متعهد می‌شود و باید تا پایان عمر وفادارانه خدمت کند.  
اگرچه سرباز در پایین‌ترین سطح سلسله‌مراتب خانواده قرار دارد، اما مزایای قابل توجهی نسبت به یک همکار دارد. مهم‌ترین مزیت این است که او در دنیای زیرزمینی جنایت دست‌نخورده (Untouchable) محسوب می‌شود. اگر یک مافیای دیگر بخواهد یک سرباز را به قتل برساند، اجباراً باید از رئیس خانواده او اجازه بگیرد—و فقط در صورت نقض فاحش قوانین مافیا این اجازه داده می‌شود. در مقابل، یک همکار می‌تواند تنها به دلخواه یک سرباز کشته شود.  
برای مثال، وقتی نیکودمو اسکارفو جونیور (Nicodemo Scarfo Jr.)—همکار خانواده جنایتکار فیلادلفیا—تقریباً توسط یک جناح رقیب به قتل رسید، پدرش نیکودمو "نیکی کوچک" اسکارفو سینیور (Nicodemo "Little Nicky" Scarfo Sr.) روابط خود را به کار گرفت تا او را به خانواده جنایتکار لوچزه (Lucchese) وارد کند و از حملات احتمالی در آینده محافظتش کند.  
کشتن یک سرباز بدون اجازه رئیس در حلقه‌های مافیا تابو محسوب می‌شود و می‌تواند منجر به قاتل خودش شود. تنها استثنا این قاعده زمانی است که خود رئیس، سرباز را احضار کند—ممکن است به این دلیل که کاپوی او از اعتبار افتاده و رئیس تصمیم به حذفش گرفته باشد.  
وظایف یک سرباز:  
- سوگند وفاداری مادام‌العمر به مافیا و کسب درآمد برای مافیا.  
- اطاعت بی‌قیدوشرط از دستورات مافیا.  
- عدم همکاری با مقامات تحت هر شرایطی و تحمل محکومیت‌های زندان بدون اعتراض.  
- در عوض وفاداری، از حمایت کامل، قدرت و ارتباطات خانواده جنایتکار بهره‌مند می‌شود.  
- سازمان موظف است از خانواده او حمایت کند و گاهی هزینه‌های حقوقی او را در صورت زندانی شدن بپردازد.  
تفاوت سرباز با همکار از نظر مالی:  
- مانند همکار، سرباز نیز باید به کاپوی خود حق حساب (Tribute) بپردازد، اما میزان آن کمتر است.  
- باید در طرح‌های جنایتکارانه خود به اندازه‌کافی موفق باشد تا مورد لطف مافیا بماند و به یک بار مالی تبدیل نشود.  
- برخی همکاران به دلیل مهارت در کارهای خشن به سرباز ارتقا می‌یابند، اما حتی آن‌ها باید توانایی درآمدزایی داشته باشند.  
- سربازان معمولاً راکت‌های سودآور (Rackets) را از مافیا دریافت می‌کنند، اما باید خودشان نیز درآمد ایجاد کنند.  
موقعیت سربازان در خانواده:  
- همه سربازان به یک اندازه مورد احترام نیستند—احترام آنها بستگی به سودآوری راکت‌ها و وفاداریشان دارد.  
- برخی سربازان، مانند آلفونسو پرسیکو (Alphonse Persico) از خانواده کلمبو، پسر رئیس هستند و برای نقش‌های بالاتر آماده می‌شوند.  
- برخی دیگر، مانند رابرت دی‌برناردو (Robert DiBernardo) در خانواده گامبینو، مستقیماً به رئیس گزارش می‌دهند.  
- بعضی، مانند فلیکس آلدریزیو (Felix Alderisio) در شیکاگو، به خاطر خشونت حساب‌شده مورد احترام ویژه‌اند.  
وضعیت مالی سربازان:  
- برخی به سختی روزگار می‌گذرانند و فقط درآمدی برای زندگی روزمره دارند.  
- برخی دیگر با استفاده از نفوذ مافیا در کسب‌وکارهای قانونی (مثل ساخت‌وساز، مدیریت پسماند و...) شغل‌های صوری (No-Show Jobs) دریافت می‌کنند.  
- ممکن است زندگی اشرافی داشته باشند اما پس‌انداز قانونی نداشته باشند.  
- برخی، مانند جان بودانزا (John Baudanza) در خانواده لوچزه، از طریق کلاهبرداری‌های مالی میلیونر می‌شوند.  
- یا مانند رالف اسکوپو (Ralph Scopo) در خانواده کلمبو، با کنترل اتحادیه‌های کارگری به چهره‌های کلیدی راکت‌های چندمیلیون‌دلاری تبدیل می‌شوند.  
در نهایت، درآمد سربازان بسته به نفوذ خانواده، مهارت‌های فردی و شانس به شدت متفاوت است.  

## همچنین ببینید
- کاپو رژیم